# Marvin Huffman
Marvin "Marv" Huffman (New Castle, Indiana, 14 de marzo de 1917 - Akron, Ohio, 15 de mayo de 1983) fue un jugador de baloncesto estadounidense que jugó una temporada en la NBL. Con 1,88 metros de altura, lo hacía en la posición de ala-pívot.

## Trayectoria deportiva

### Universidad
Jugó tres temporadas con los Hoosiers de la Universidad de Indiana, equipo en el que fue capitán en su temporada sénior, año en el que lograron el Torneo de la NCAA, tras derrotar a Duquesne en la final. En ese partido Huffman logró anotar 6 de los 39 puntos de su equipo. Fue elegido Mejor Jugador del Torneo de la NCAA. Fue además incluido en el segundo quinteto All-American consensuado.

### Profesional
Tras su etapa colegial, fichó por los Akron Goodyear Wingfoots de la NBL, donde jugó una temporada en la que fue el segundo mejor anotador del equipo, promediando 5,1 puntos por partido.
Jugó posteriormente con los Akron Collegians, un equipo independiente, hasta 1943, cuando tuvo que cumplir con el servicio militar.